# Argemone superba
Argemone superba Ownbey – gatunek rośliny z rodziny makowatych (Papaveraceae Juss.). Występuje endemicznie w północno-wschodniej części Meksyku.

## Morfologia
PokrójRoślina jednoroczna lub bylina dorastająca do 30–100 cm wysokości. Łodyga jest kolczasta.
LiścieMają kształt od podłużnego do eliptycznego. Mierzą 20 cm długości oraz 6 cm szerokości. Dolne są pierzasto-klapowane. Blaszka liściowa jest kolczasta na brzegu.
KwiatySą zebrane w wierzchotki, rozwijają się na szczytach pędów. Płatki mają kształt od klinowego do prawie okrągłego i żółtą lub żółtopomarańczową barwę, osiągają do 35–45 mm długości. Kwiaty mają około 150 wolnych pręcików.
OwoceTorebki o cylindrycznie elipsoidalnym kształcie. Osiągają 30–40 mm długości.

## Biologia i ekologia
Rośnie na nieużytkach, stokach oraz terenach skalistych. Występuje na wysokości do 1900 m n.p.m. Kwitnie od grudnia do lipca.